# ۴۹ زرافه
۴۹ زرافه یک ستاره است که در صورت فلکی زرافه قرار دارد.